# Mehetia
Ne doit pas être confondu avec Menetia.
 (mars 2009).
Si vous disposez d'ouvrages ou d'articles de référence ou si vous connaissez des sites web de qualité traitant du thème abordé ici, merci de compléter l'article en donnant les références utiles à sa vérifiabilité et en les liant à la section « Notes et références ».
Mehetia ou Me’eti’a ou encore Meetia, est une île volcanique située dans les îles du Vent, sous-ensemble insulaire dépendant des îles de la Société, en Polynésie française. Autrefois occupée de façon permanente, car située au centre des échanges commerciaux entre Tahiti et les Tuamotu, l'île est aujourd'hui inhabitée et son accès est réglementé. 

## Toponymie
Le premier nom connu de l'île, Tuhua, est issu de l'étude toponymique comparée de l'archipel de la Société et de la Nouvelle-Zélande. Les polynésiens avaient l'habitude de nommer de la même manière deux lieux distants similaires, comme les îles de Rapa et Rapa Nui. Or plusieurs toponymes de Mehetia se retrouvent sur une île ressemblante nommée Tuhua en Nouvelle-Zélande. Le sens du mot tuhua vient de tofua (volcan).
Le premier nom de l'île connu par les légendes est Meketu en paumotu (Me’etu en tahitien), du nom d'une cheffesse accompagnant un groupe important ayant colonisé l'île après les grandes migrations vers la Nouvelle-Zélande.
Lors de l'accession au pouvoir à Tahiti de Tu, ari’i sous le nom de Pomare, le nom de l'île devient Me’etia en tahitien (Meketia en paumotu). La syllabe « tu » étant contenue dans le nom du roi de Tahiti, elle était frappée d'un pi’i et devenue tabou. La syllabe « ti'a » se substitua donc à « tu ».
Le 2 avril 1768, l'équipage des navires de Louis-Antoine de Bougainville aperçoit Mehetia, qu'ils nomment Le Boudoir, sans y accoster. Au XVIIIe siècle, les Espagnols la cartographient et lui donnent le nom de San Cristóbal.
Au XIXe siècle, l'île prend par erreur le nom de Mehetia dans les transcriptions faites par les Européens, qui confondirent la glottale et le h aspiré.

## Géographie
Mehetia, située dans l'océan Pacifique, fait partie de la Polynésie française, dans les îles de la Société, plus précisément dans les îles du Vent. Constituant l'île la plus orientale de ce dernier archipel, elle se situe à 111 km à l'est de Tahiti. L'île fait partie de la commune de Taiarapu-Est mais elle est aujourd'hui presque inhabitée. Un ancien militaire y habiterait encore en 2019, une partie de l'année seulement et avec l'accord des propriétaires.
L'île est petite, mesurant un kilomètre et demi de diamètre pour une superficie de 2,3 km2 et culminant à 435 mètres d'altitude au mont Fareura. Ses pentes prononcées, couvertes d'une végétation tropicale et plongeant dans l'océan en formant parfois des falaises sont le prolongement aérien d'un mont sous-marin de 4 000 mètres de hauteur. Un cratère de 150 mètres de diamètre et de 80 mètres de profondeur est présent sous le sommet de l'île, sur son flanc nord-ouest. L'île est dépourvue de barrière de corail, et par conséquent de lagon, ainsi que de port naturel ce qui rend son accès difficile.
Mehetia est un volcan surveillé par un sismographe et alimenté par le point chaud qui a précédemment formé les autres îles des îles du Vent et dont elle constitue l'île la plus jeune,.

## Histoire
Mehetia était à l'origine sous la domination des Tuamotu de l'ouest. L'île, autrefois habitée de façon permanente, était un carrefour important d'échanges commerciaux entre les Tuamotu et l'archipel de la Société.[réf. nécessaire]
Mehetia passa sous le contrôle de Tahiti après que l'ari’i (chef) de Mehetia, Te Kura o Tuhiva, échangea sa femme avec un autre ari’i important, Rua Kaua de Tautira (autre nom de Tahiti), le père du grand héros Honokura, lors d'un séjour sur l'île. À la naissance de l'enfant de cette femme, la possession de Mehetia fut transférée à Tahiti.
À l'arrivée des premiers explorateurs européens, l'île comptait environ 200 habitants.[réf. nécessaire]
L'île fut découverte en juin 1767 par Samuel Wallis, capitaine du Dolphin, qui la nomma Osnaburg ou Osnaburgh Island, en l'honneur du deuxième fils de George III, Frederick Augustus, qui détenait le titre d'évêque d'Osnabrück.

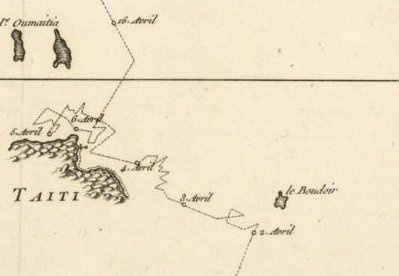
Première carte dressée de Tahiti par Bougainville sur laquelle apparaît Mehetia (île Le Boudoir).

Louis-Antoine de Bougainville s'approcha quant à lui de Mehetia le 2 avril 1768. Le 6 novembre 1772, l'explorateur Domingo de Boenechea à bord du navire Aguila reconnut l'île et la baptisa San Cristobal. Elle était à l'époque habitée, et ce jour marqua la toute première rencontre espagnole avec des indigènes.
La seule éruption connue mais non confirmée de Mehetia se serait déroulée du 5 mars à décembre 1981, à 1 700 mètres sous le niveau de la mer, sur le flanc sud-est de la montagne. Néanmoins, des légendes polynésiennes mentionnent de « grands feux » et des coulées de lave émises depuis le cratère et dépourvues de végétation laissent penser que la dernière éruption aérienne s'est produite il y a moins de 2 000 ans environ.
De 1930 à 1960, l'île aurait été exploitée par Marcel Frainier pour ses cocotiers, ses orangers et son bois.
Entre 1946 et 1952, le philosophe Medhananda, disciple de Sri Aurobindo fait de fréquents séjours sur l'île qu'il apprécie pour son isolement et son calme, afin de méditer.
En 1962, l'aventurier Jacques Talrich, vainqueur d'un concours, organisé à Paris, a été débarqué trois semaines sur cette île avec le minimum de matériel de survie. Il a passé trois semaines sur Mehetia, puis a décidé de revenir à la civilisation. Cette expérience est relatée dans son livre, "Mon chien, mon île et moi" (Hachette, Bibliothèque verte, 1962).
En janvier 2009, une équipe de scientifiques (botaniste, ornithologue, entomologiste) s'est rendue sur cette île déserte avec l'appui logistique de l'association Te rau ati ati, suivi par un cadreur de TNTV.